# Gösta von Rosen (biolog)
Gösta Karl Alfred von Rosen, född den 9 augusti 1913 i Stockholm, död den 29 mars 1997 i Eslöv, var en svensk genetiker. 
von Rosen avlade studentexamen i Linköping 1932, filosofie kandidatexamen i Lund 1937 och filosofie licentiatexamen där 1943. Han disputerade för filosofie doktorsgrad och promoverades 1944. von Rosen företog studieresor till Tyskland 1930, Danmark 1934, England 1939, Holland 1946 och Norge 1947. Han var extra ordinarie amanuens vid Lunds universitets ärftlighetsinstitut 1934–1939 och extra assistent under sommarsäsongen vid Sveriges utsädesförening i Svalöv 1933–1935. von Rosen blev assistent vid Svenska sockerfabriksaktiebolagets betförädlingsinstitut i Hilleshög 1939 och avdelningschef inom försöksorganisationen vid Felix i Eslöv 1964. Han blev ledamot av Mendelska sällskapet i Lund 1935. 
von Rosen författade skrifterna Röntgeninduzierte Mutationen bei Pisum sativum (1942), Artkreuzungen in der Gattung Pisum. Insbesondere zwischen P. sativum L. und P. abysisinicum Braun (gradualavhandling 1944), The rapid nigrosine-method for chromosome counts, applicable to all the growiing tissues of the plant (47) samt uppsatser i Hereditas och i floristiska och jordbruksrelaterade tidskrifter.
von Rosen tillhörde en pommersk släkt, den ointroducerade adliga ätten von Rosen (från Stralsund). Han var son till Alfred von Rosen, måg till Carl G. Dahl och dotterson till Theodor Schütze.